# Criatura
Criatura o creatura (del latín creatura) aplica al ser humano en cuanto especie viviente creada por "Dios", parte de la creación. El DRAE pone incluso este significado religioso (cosa criada) en relación con el verbo criar y no con el verbo crear (ambos provenientes del verbo latino creare), y refleja que, en el uso habitual, es un término especialmente utilizado para referirse a los niños.
San Francisco de Asís utiliza el término hacia 1224 en el Cántico de las criaturas: 

Laudato sie, mi' Signore cum tucte le Tue creature
Alabado seas, mi Señor, en todas tus criaturas.

A mediados del siglo XV el término ya había derivado para designar a los hombres como pecadores, así como a todo un bestiario de seres imaginarios  más o menos nefastos, misteriosos o monstruosos. Ya en la época contemporánea, la pseudociencia denominada criptozoología reivindica su posible existencia y los demanda como objeto de estudio, denominándolos "críptidos" (del griego κρυπτος cryptos, 'oculto').
El término se ha utilizado para titular distintas películas, novelas, grupos musicales, videojuegos y empresas..
- Criatura (1984), de William Malone.
- Criatura (1998), telefilm de Stuart Gillard.
- Criatura (2011), de Fred M. Andrews.